# Nenad Delić
Nenad Delić (Spalato, 22 aprile 1984) è un cestista croato.

## Palmarès
- Campionato croato: 1

Spalato: 2002-03
- Campionato slovacco: 1

Inter Bratislava: 2012-13
- Campionato kosovaro: 1

Prishtina: 2016-17
- Coppa di Croazia: 1

Spalato: 1997
- Coppa di Svizzera: 1

Starwings Basilea: 2010
- Coppa del Kosovo: 1

Prishtina: 2016-17
- Coppa di Slovacchia: 1

Prievidza: 2020